# Satellite Sentinel Project

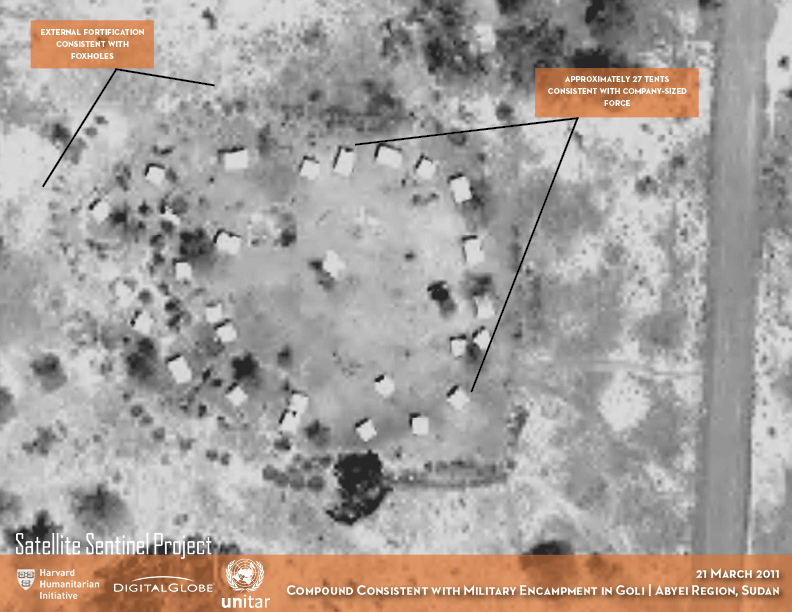
Raggruppamento di forze a nord della regione di Abyei in Sudan
il 21 marzo 2011

Il Satellite Sentinel Project, o SSP, è stato ideato da George Clooney e dal cofondatore di Enough Project John Prendergast durante la loro visita nell'ottobre del 2010 nel Sudan del Sud. Attraverso l'uso di immagini satellitari, SSP offre un sistema di preallarme per scoraggiare le atrocità di massa, concentrando l'attenzione del mondo e generando risposte rapide in materia di diritti umani e garantendo più sicurezza.

## Attività
SSP attualmente produce relazioni sullo stato del conflitto nelle regioni di confine tra il Sudan e il Sud Sudan. DigitalGlobe fornisce immagini satellitari e analisi. La loro relazione viene poi rilasciata alla stampa e ai politici dal Progetto Enough. Nel 2011, il progetto Satellite Sentinel he rilevato la presenza di fosse appena scavate in siti di stermini di massa nello stato del Kordofan del Sud nel Sudan del Sud, dove i militari arabi del Sudan hanno preso di mira la minoranza etnica nera. SSP è ed è stato il primo satellite a fornire prove coerenti della distruzione dei villaggi di Abior Maker, Todach e Tajalei nella regione di Abyei causata dal Sudan, e il progetto ha scoperto otto presunte fosse comuni nel Sud Kordofan, in Sudan.

## Organizzazione e finanziamento

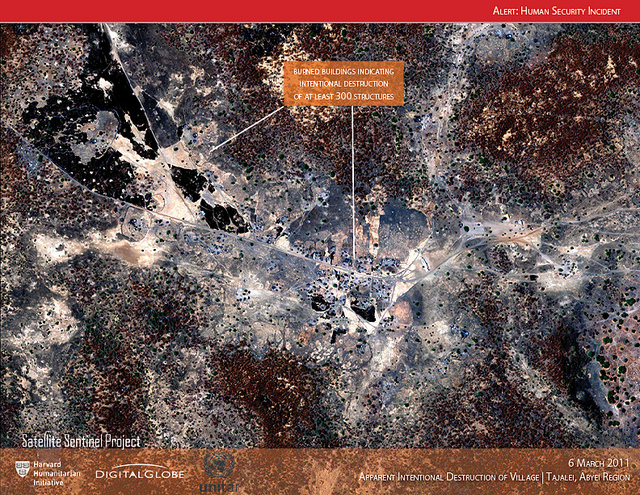
Fuochi nella zona di Tajalei il 6 marzo 2011

Non for Project Guarda ha fornito capitale iniziale per avviare il progetto Satellite Sentinel. Il Progetto Enough contribuisce alle relazioni sul campo, all'analisi politica e alla strategia di comunicazione, e, insieme a Not On Our Watch e ai suoi partner SUDANNOW, fa pressioni sui politici sollecitando il pubblico ad agire. Google e Internet fanno parte della strategia d'impresa di Trellon e LLC, invitando a collaborare alla progettazione della piattaforma web.

## Critiche
Almeno uno studioso nel campo della mappatura critica ha suggerito che altre tecnologie, meno costose potrebbero essere più efficaci delle immagini satellitari nel prevenire atrocità di massa.